# Volva

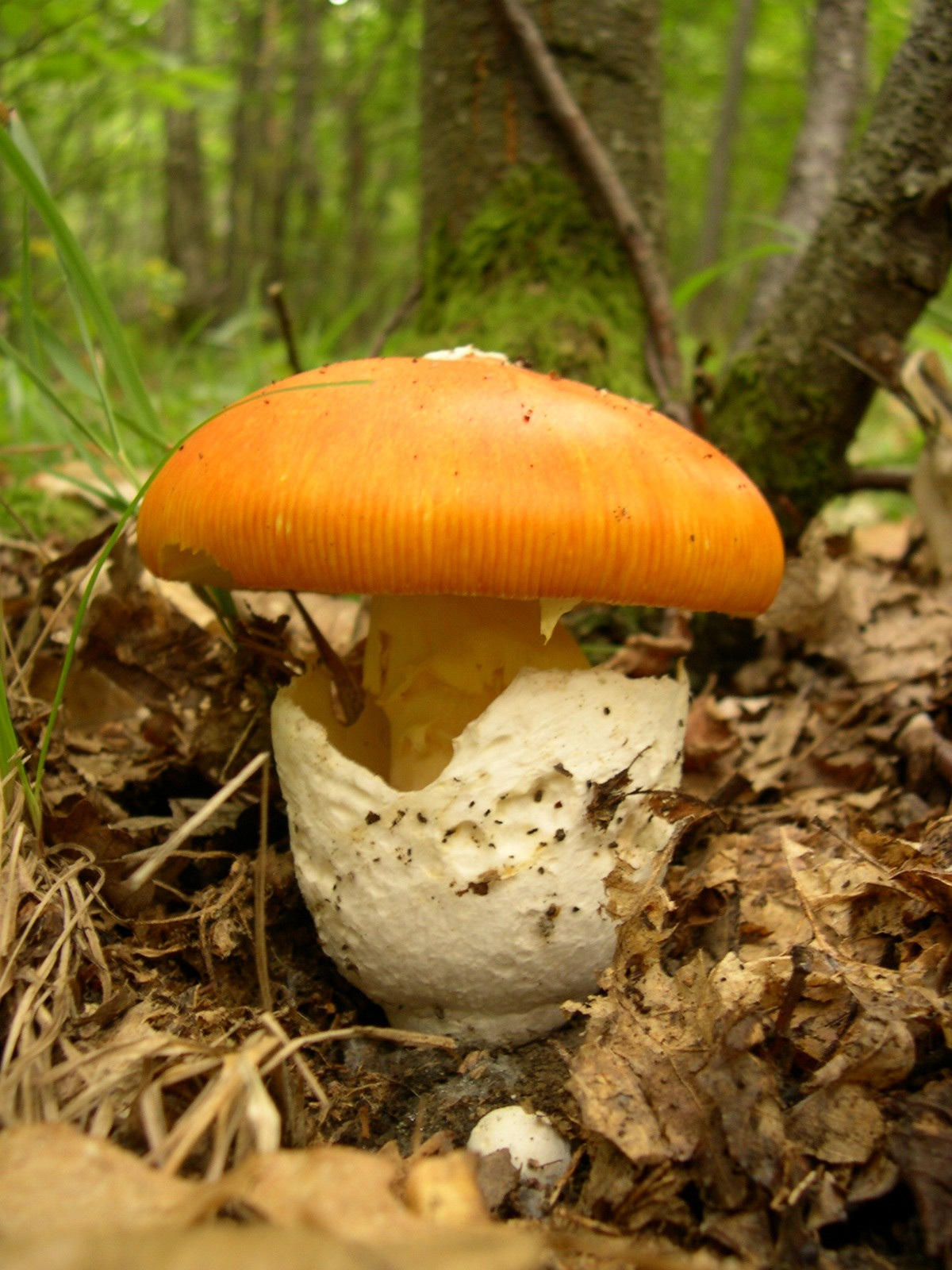
A volva é a estrutura em forma de copo que recobre o tronco do cogumelo (na imagem, um Amanita caesarea)

A volva é um termo da micologia usado para descrever a estrutura em forma de "copo" na base de um cogumelo, que é o resquício do véu universal, ou os restos do peridium dos corpos de frutificação imaturos de fungos gasteroides. A presença desta estrutura é importante na identificação de cogumelos silvestres, pois é facilmente observada, e seu achado é uma característica taxonomicamente relevante que frequentemente significa que trata-se de um membro da família Amanitaceae. Isto tem particular importância devido ao número desproporcionalmente alto de espécies venenosas mortais contidas dentro dessa família.